# Dubbeltjärnarna (Dorotea socken, Lappland, 713318-153119)
Dubbeltjärnarna är en sjö i Dorotea kommun i Lappland och ingår i Ångermanälvens huvudavrinningsområde.